# Jan Dekker
Jan Dekker (Emmen, 25 juni 1990) is een Nederlandse darter, die sinds 2015 uitkomt voor de PDC. Zijn bijnaam luidt DoubleDekker.

## Carrière

### BDO
Dekker bereikte in 2010 de laatste 16 van de Winmau World Masters, waarin nipt met 3-2 verloor van de uiteindelijke winnaar Martin Adams.
In 2011 maakte Dekker, door het kwalificatietoernooi te winnen, zijn debuut op de Lakeside. Dekker haalde zelfs de halve finale door overwinningen op Scott Mitchell 3-0, Stuart Kellett 4-1 en Gary Thompson 5-4. In de halve eindstrijd verloor Dekker van Dean Winstanley met 6-2.
Dekker kwalificeerde zich ook voor het BDO WK van 2012. In de eerste ronde werd hij door landgenoot Christian Kist uitgeschakeld met 2-3.
Ook nam Dekker deel aan de Lakeside van 2013. Hij versloeg in de eerste ronde landgenoot Jeffrey de Graaf met 3-2, nadat hij één matchdart tegen had gekregen. In de tweede ronde won Dekker van Gary Thompson met 4-3. In de kwartfinale werd Dekker verslagen door Richie George met 5-4.
In 2014 ging Dekker weer als geplaatste speler naar de Lakeside. De Drent rekende achtereenvolgens af met Benito van de Pas (3-0), Geert De Vos (4-2) en Martin Adams (5-2) om zijn tweede halve finale te bereiken. Deze verloor Dekker nipt met 6-5 van Alan Norris.
Tijdens het BDO WK van 2015 werd Dekker al in de eerste ronde uitgeschakeld door Martin Adams, die hem met 3-1 versloeg.

### PDC
Op 12 januari 2015 kondigde Dekker aan de overstap te maken naar de rivaliserende bond, de PDC. Als reden gaf Dekker aan dat hij zich bij de BDO niet verder meer kon ontwikkelen wegens het beperkte aanbod van grote wedstrijden. Dekker nam vervolgens deel aan de Qualifying School, om een toerkaart te verdienen voor de PDC Pro Tour. Deze wist hij niet te verkrijgen. Dekker wist zich wel te kwalificeren voor de UK Open, waar hij de laatste 16 wist te bereiken. Hierbij werd hij met 9-7 verslagen door Mensur Suljović. Verder wist Dekker gedurende het jaar drie Challenge Tour toernooien te winnen, waardoor hij alsnog een toerkaart pakte. In december maakte Dekker zijn debuut op het PDC WK. In de eerste ronde verloor hij, ondanks drie finishes boven de 100, met 3-0 in sets van Adrian Lewis.
In 2016 kende Dekker een minder jaar. Hij wist zich dan ook niet te plaatsen voor het WK. Wel kwalificeerde hij zich voor de UK Open, maar hier werd hij vroegtijdig uitgeschakeld. Ook kwam Dekker in actie op de Players Championship Finals, waar hij in de tweede ronde werd uitgeschakeld.
In 2017 beleefde Dekker zijn beste jaar bij de PDC. Zo wist hij zich voor het eerst te plaatsen voor het EK. Hier bleek Michael van Gerwen in de eerste ronde met 6-2 te sterk. Zijn beste prestatie behaalde hij op de Players Championship Finals eind november. Op dit major televisietoernooi versloeg Dekker onder andere top-16 spelers Michael Smith en Simon Whitlock, alvorens hij in de kwartfinale met 10-7 verloor van Michael van Gerwen. Door zijn goede prestaties gedurende het jaar, speelde Dekker in december ook het WK. Hier wist hij in de eerste ronde voor een verrassing te zorgen door landgenoot en de nummer 12 geplaatst Jelle Klaasen met 3-1 te verslaan. Een ronde later verloor Dekker, mede door veel kansen te laten liggen, met 4-2 van Dimitri Van den Bergh.

## Resultaten op wereldkampioenschappen

### BDO
- 2011: Halve finale (verloren van Dean Winstanley met 2-6)
- 2012: Laatste 32 (verloren van Christian Kist met 2–3)
- 2013: Kwartfinale (verloren van Richie George met 4–5)
- 2014: Halve finale (verloren van Alan Norris met 5-6)
- 2015: Laatste 32 (verloren van Martin Adams met 1-3)

### WDF
- 2011: Laatste 32 (verloren van Connie Finnan met 0-4)

### PDC
- 2016: Laatste 64 (verloren van Adrian Lewis met 0-3)
- 2018: Laatste 32 (verloren van Dimitri Van den Bergh met 2-4)
- 2019: Laatste 64 (verloren van Mervyn King met 2-3)
- 2020: Laatste 64 (verloren van Jonny Clayton met 0-3)

## Trivia
- Dekker was regelmatig aanwezig bij het tv-programma RTL 7 Darts als analist.